# Talvera
Talvera er en flod i regionen Trentino-Alto Adige i det nordlige Italien. Den har sin kilde i 2.781 meters højde ved Passo di Pennes nord for Bolzano. Den er 46 km. lang og løber i den sydlige udkant af Bolzano ud i floden Isarco i 259 meters højde.
Talvera løber gennem Bolzano, hvor der er anlagt en park med en promenadesti langs floden.
46°29′34″N 11°20′55″Ø / 46.4928°N 11.3486°Ø